# Habrophylax chalcochtha
Habrophylax chalcochtha är en fjärilsart som beskrevs av Edward Meyrick 1931. Habrophylax chalcochtha ingår i släktet Habrophylax och familjen plattmalar. Inga underarter finns listade i Catalogue of Life.